# New Orleans Open
Il New Orleans Open è stato un torneo di tennis facente parte del Grand Prix giocato dal 1978 al 1980 a New Orleans negli Stati Uniti su campi in sintetico indoor.

## Albo d'oro

### Singolare
| Anno | Vincitore      | Finalista       | Punteggio |
| ---- | -------------- | --------------- | --------- |
| 1978 | Roscoe Tanner  | Victor Amaya    | 7–6, 6–3  |
| 1979 | John McEnroe   | Roscoe Tanner   | 6–4, 6–2  |
| 1980 | Wojciech Fibak | Eliot Teltscher | 6–4, 7–5  |

### Doppio
| Anno | Vincitori                     | Finalisti                      | Punteggio     |
| ---- | ----------------------------- | ------------------------------ | ------------- |
| 1978 | Dick Stockton Eric van Dillen | Ismail El Shafei Brian Fairlie | 6–3, 7–5      |
| 1979 | Peter Fleming John McEnroe    | Robert Lutz Stan Smith         | 6–1, 6–3      |
| 1980 | Terry Moor Eliot Teltscher    | Raymond Moore Robert Trogolo   | 6–3, 1–6, 6–3 |